# Município de Franklin (condado de Clermont, Ohio)
Localização do Ohio nos E.U.A.
O município de Franklin (em inglês: Franklin Township) é um município localizado no condado de Clermont no estado estadounidense de Ohio. No ano de 2010 tinha uma população de 4188 habitantes e uma densidade populacional de 40,28 pessoas por km².

## Geografia
O município de Franklin encontra-se localizado nas coordenadas 38° 49′ 42″ N, 84° 05′ 24″ O. Segundo a Departamento do Censo dos Estados Unidos, o município tem uma superfície total de 103.96 km², da qual 101.86 km² correspondem a terra firme e (2.02%) 2.1 km² é água.

## Demografia
Segundo o censo de 2010, tinha 4188 pessoas residindo no município de Franklin. A densidade populacional era de 40,28 hab./km².